# Emil Bessels
Emil Bessels (Heidelberg, Gran Ducado de Baden, 2 de junio de 1847 - Stuttgart, Reino de Wurtemberg, 30 de marzo de 1888) fue un zoólogo, entomólogo, médico e investigador del Ártico de origen alemán, especialmente conocido por su controvertido papel en el fallido intento de la expedición Polaris para alcanzar el Polo Norte en 1871. La evidencia circunstancial apunta fuertemente a Bessels como el sospechoso más probable de la muerte del comandante de la expedición, el explorador estadounidense Charles Francis Hall, por envenenamiento con arsénico.
Bessels pasó gran parte de su carrera científica en la Instituto Smithsoniano.

## Carrera

### Expedición alemana al Polo Norte
En 1869, por sugerencia de August Petermann, Bessels se unió a la expedición alemana del Polo Norte y el océano Ártico, con el objetivo de explorar las islas de Spitsbergen y Nueva Zembla y estudiar el océano en sus inmediaciones. Debido a las condiciones adversas del hielo, solo se pudo llegar al primer destino. Durante la expedición se realizaron mediciones hidrográficas y se demostró la influencia climatológica de la Corriente del Golfo en la costa este de Spitsbergen.

### Guerra franco-prusiana
Después de su regreso a su país de origen en 1870, se unió al Ejército Real de Prusia a tiempo para combatir en la guerra franco-prusiana. Fue llamado al campo como cirujano militar y prestó sus servicios en los hospitales militares del frente, por lo que recibió una mención pública de Federico I, Gran Duque de Baden.

### ExpediciónPolaris
En 1871, Bessels se unió a la expedición al Polo Norte de los Estados Unidos, más conocida como la expedición Polaris, comandada por el excéntrico explorador estadounidense Charles Francis Hall, que pretendía ser el primero en llegar al Polo Norte. Bessels firmó como médico de a bordo y como jefe del equipo científico.
Hall y él pronto entraron en conflicto por el control de la investigación científica en la expedición. Cuando Hall se enfermó en octubre de 1871, Bessels permaneció junto a su cama durante varios días, aparentemente para administrarle tratamiento médico. Sin embargo, Hall sospechó que Bessels lo estaba envenenando y se negó a mantener más contacto con él.
Después de la muerte de Hall, varias semanas después, Bessels estuvo entre los que permanecieron en el Polaris, cuando la mayoría de la tripulación se separó al tratar de salvar los suministros. Bessels y su grupo finalmente se vieron obligados a abandonar el barco, pero fueron rescatados y regresaron a los Estados Unidos en 1873.
Bessels y los otros miembros sobrevivientes de la tripulación fueron interrogados por una junta de investigación naval sobre los eventos que llevaron a la muerte de Hall. La conclusión oficial fue que Hall había muerto por causas naturales y Bessels lo había tratado lo mejor que podía. Pero en una investigación forense de los restos exhumados de Hall en 1969, se encontraron cantidades letales de arsénico debajo de las uñas de las manos y los pies, lo que alimentó las especulaciones y agregó peso a las acusaciones de Hall contra Bessels.

### Vida posterior
Bessels permaneció en el Instituto Smithsoniano durante la década de 1870, donde trabajó preparando la publicación de los resultados científicos de la expedición. El más importante de estos resultados fue la prueba de que Groenlandia era una isla, deducido a partir de las observaciones de las mareas y el descubrimiento de madera flotante de nogal, lo que indicaba una conexión entre el mar de Groenlandia y el mar de Bering.
La publicación estaba prevista para abarcar un total de tres volúmenes, los dos primeros fueron escritos por Bessels. Sin embargo, solo se publicó el primer volumen, Physical Observations, y luego se suprimió por errores y nunca se volvió a publicar. Planeó un trabajo sobre los Inuit, pero todos sus manuscritos fueron destruidos por un incendio en 1885.
Bessels consideró posteriormente montar su propia expedición al Ártico, pero finalmente decidió no hacerlo. En 1875, participó en otra expedición a la costa noroeste de Estados Unidos a bordo del USS Saranac, pero el viaje tuvo que ser interrumpido después de que el barco naufragara en Seymour Narrows, entre la isla de Vancouver y el continente norteamericano. En 1879, publicó Die amerikanische Nordpol-expedition, un relato sobre la expedición Polaris. Este trabajo fue traducido por el historiador William Barr y publicado como Polaris: The Chief Scientist's Recollections of the American North Pole Expedition en 2016.
Bessels murió de un derrame cerebral en Stuttgart en 1888, a la edad de 40 años.